# 尚贝里
尚贝里（法語：Chambery，法語發音：[ʃɑ̃.be.ˈʁi]），法国东部城市，奥弗涅-罗讷-阿尔卑斯大区萨瓦省的一个市镇，也是该省的省会，下辖尚贝里区，其市镇面积为20.99平方公里，2022年1月1日时人口数量为60,251人，在法国城市中排名第95位。
尚贝里位于萨瓦省西部，是该省人口最多的市镇，也是阿尔卑斯地区的一个重要的工商业中心及交通枢纽。尚贝里在中世纪中后期曾为萨伏依公国的首府，在现代仍常被认作是萨瓦地区的中心城市，萨伏依公爵城堡现为萨瓦省政府所在地，是当地的一个地标性建筑。此外尚贝里也是萨瓦大学的总部所在地。

## 地名来源
“尚贝里”一名出现于中世纪中期，其拉丁语形式为，但该词的具体来源和含义尚存在争议。

## 历史

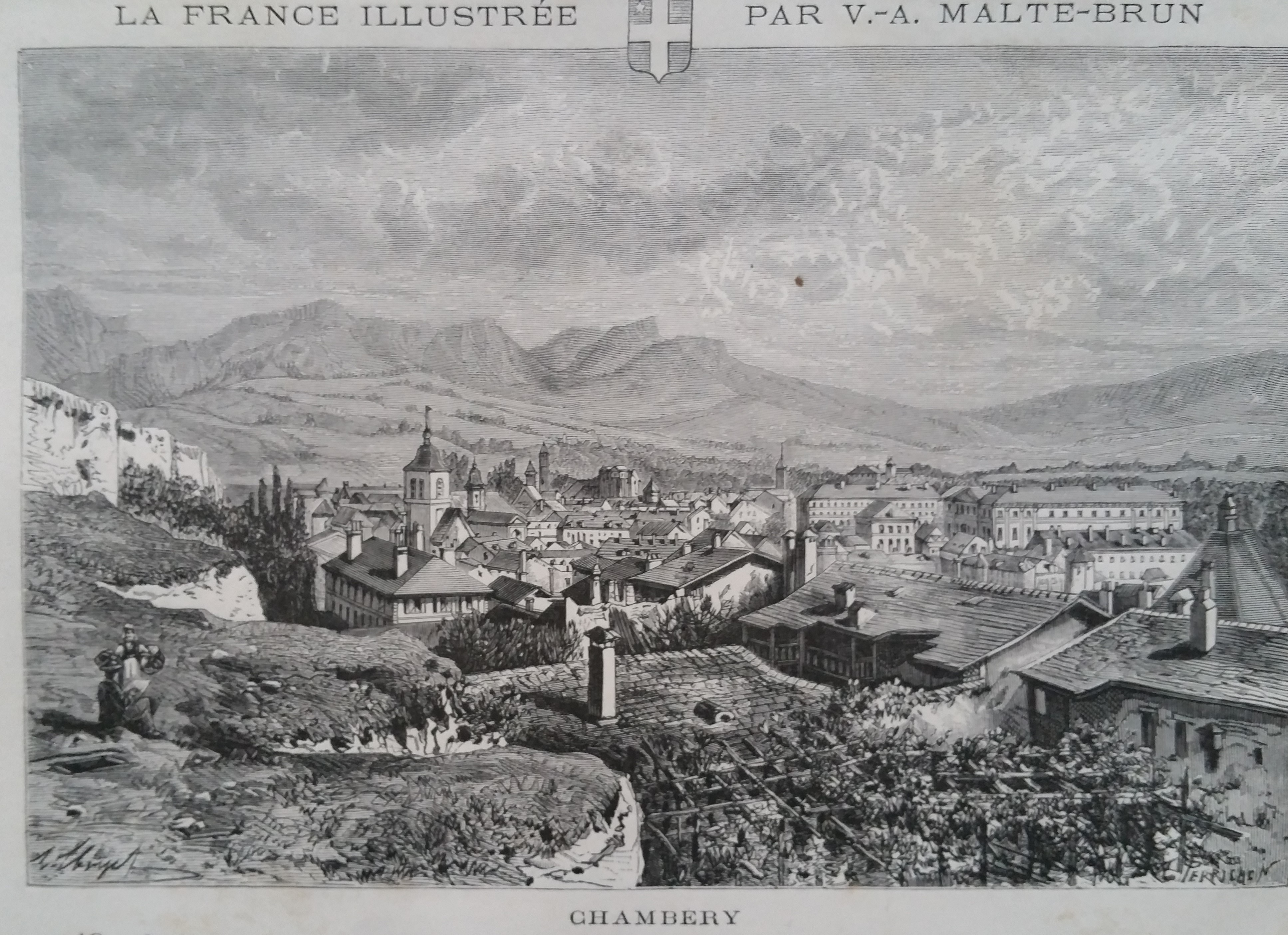
1880年时的尚贝里

尚贝里在中世纪中期以前长期为一普通村落。公元11世纪时，勃艮第皇后埃芒加德在资助建设格勒诺布尔大教堂时曾在对尚贝里有所记载，根据其描述，彼时尚贝里已存在一处城堡。1232年，萨伏依国王托马斯一世购得包括尚贝里在内的博日山脉西侧大片土地。1295年，萨伏依伯爵阿梅代一世决定迁都至战略位置重要的尚贝里，由此开启了当地大规模城市建设的开端。1416年，萨伏依伯爵获得公爵爵位，成为公国，归属于神圣罗马帝国，尚贝里为首府。1563年，萨伏依公爵伊曼纽尔·菲利贝托将首府由尚贝里迁至都灵以减少卡佩王朝对公国的影响。1720年，萨伏依并入薩丁尼亞王國。1792年，尚贝里成为萨瓦省的省会。1814年根据《巴黎条约》，尚贝里和萨瓦再次被归入萨丁王国。第二次意大利獨立戰爭后，拿破仑三世用伦巴第置换萨伏依促使意大利统一，而尚贝里也重归于法国并恢复了其省会建制。二戰時1940年法國戰敗，香貝里為維希法國一部份。1942年11月意大利佔領了包括香貝里的法國南部，直到1943年9月義大利停戰。

## 地理

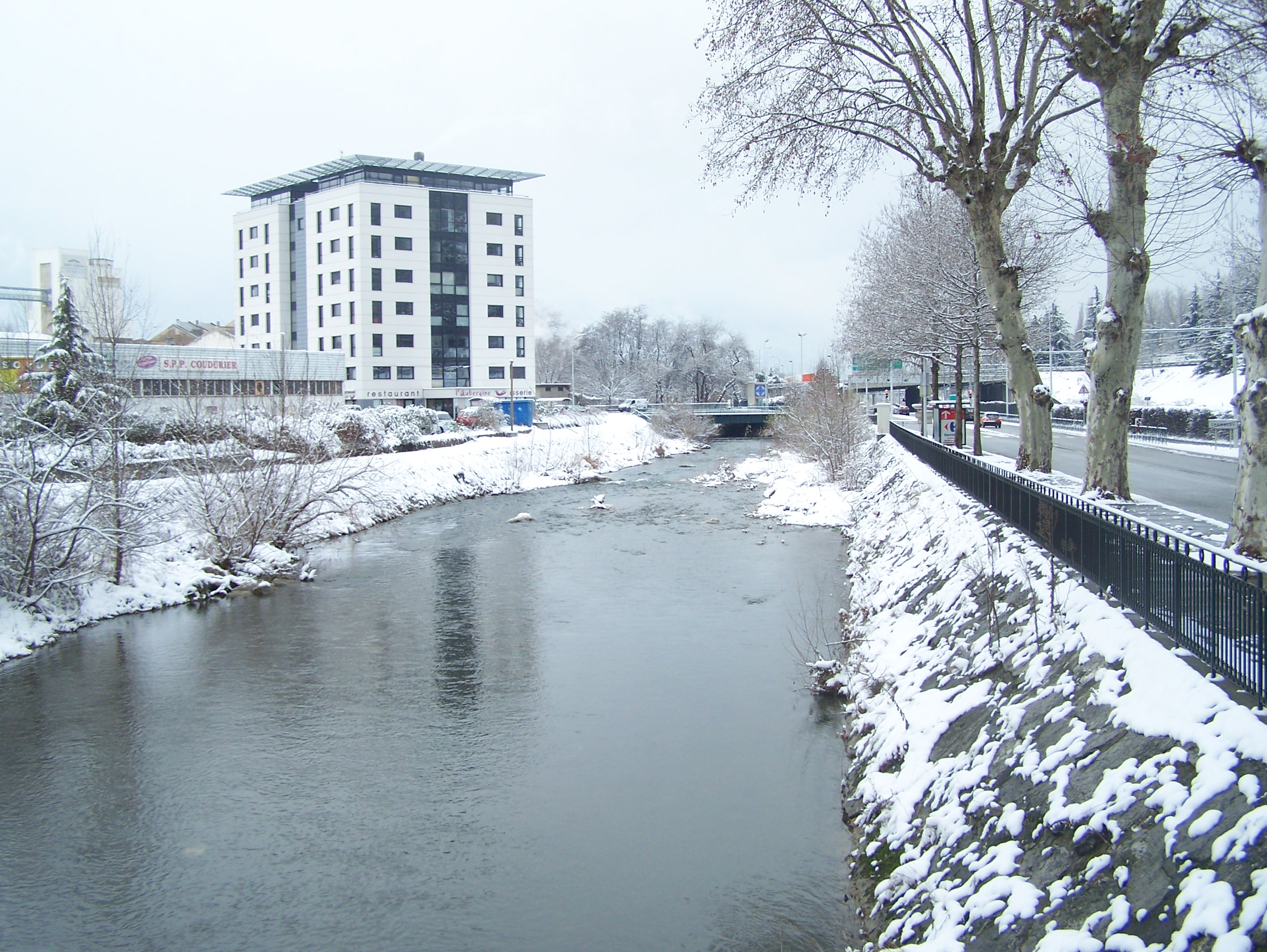
雪中的莱斯河

尚贝里位于法国东部，奥弗涅-罗讷-阿尔卑斯大区东部和萨瓦省西部，距离大区首府里昂大约107公里。与尚贝里接壤的市镇包括：巴尔伯拉、巴桑、雅各布-贝勒孔贝特、拉莫特塞沃莱克斯、圣阿尔邦莱斯、圣叙尔皮斯、索纳、沃格朗。

### 地形
尚贝里位于一处地堑之中，东侧为博日山脉，南侧为沙特勒斯山脉，境内主要为冲积平原，市区地势平坦，部分区域有明显的高差，全境海拔在245到560米之间。

### 水文
莱斯河自东南向西北流经市中心，该河汇入布尔歇湖中，属于罗讷河水系，后者为法国五大河流之一。

### 气候
尚贝里在柯本气候分类法中属于带有温带海洋性气候特征的山地气候，当地年温差较大，冬季常降雪。
尚贝里市区北部设有气象站，以下为该气象站的数据：
| 尚贝里1981年－2019年 | 尚贝里1981年－2019年 | 尚贝里1981年－2019年 | 尚贝里1981年－2019年 | 尚贝里1981年－2019年 | 尚贝里1981年－2019年 | 尚贝里1981年－2019年 | 尚贝里1981年－2019年 | 尚贝里1981年－2019年 | 尚贝里1981年－2019年 | 尚贝里1981年－2019年 | 尚贝里1981年－2019年 | 尚贝里1981年－2019年 | 尚贝里1981年－2019年 |
| 月份                 | 1月                  | 2月                  | 3月                  | 4月                  | 5月                  | 6月                  | 7月                  | 8月                  | 9月                  | 10月                 | 11月                 | 12月                 | 全年                 |
| -------------------- | -------------------- | -------------------- | -------------------- | -------------------- | -------------------- | -------------------- | -------------------- | -------------------- | -------------------- | -------------------- | -------------------- | -------------------- | -------------------- |
| 历史最高温 °C（°F）  | 17.9 (64.2)          | 20.7 (69.3)          | 25.1 (77.2)          | 29.5 (85.1)          | 32.7 (90.9)          | 36.1 (97.0)          | 38.8 (101.8)         | 38.8 (101.8)         | 32 (90)              | 29 (84)              | 23.3 (73.9)          | 22.7 (72.9)          | 38.8 (101.8)         |
| 平均高温 °C（°F）    | 5.8 (42.4)           | 7.9 (46.2)           | 12.6 (54.7)          | 16.3 (61.3)          | 20.8 (69.4)          | 24.6 (76.3)          | 27.4 (81.3)          | 26.6 (79.9)          | 22 (72)              | 16.7 (62.1)          | 10.1 (50.2)          | 6.4 (43.5)           | 16.4 (61.5)          |
| 日均气温 °C（°F）    | 2.2 (36.0)           | 3.6 (38.5)           | 7.4 (45.3)           | 10.7 (51.3)          | 15.2 (59.4)          | 18.7 (65.7)          | 21 (70)              | 20.4 (68.7)          | 16.5 (61.7)          | 12.1 (53.8)          | 6.3 (43.3)           | 3.1 (37.6)           | 11.4 (52.5)          |
| 平均低温 °C（°F）    | −1.4 (29.5)          | −0.7 (30.7)          | 2.1 (35.8)           | 5.1 (41.2)           | 9.7 (49.5)           | 12.8 (55.0)          | 14.7 (58.5)          | 14.2 (57.6)          | 11 (52)              | 7.4 (45.3)           | 2.5 (36.5)           | −0.2 (31.6)          | 6.4 (43.5)           |
| 历史最低温 °C（°F）  | −19 (−2)             | −14.4 (6.1)          | −10.3 (13.5)         | −4.6 (23.7)          | −1.4 (29.5)          | 1.3 (34.3)           | 5.4 (41.7)           | 1.4 (34.5)           | 1 (34)               | −4.3 (24.3)          | −10.8 (12.6)         | −13.5 (7.7)          | −19 (−2)             |
| 平均降水量 mm（）    | 102.6 (4.04)         | 91.5 (3.60)          | 100 (3.9)            | 92.2 (3.63)          | 104.2 (4.10)         | 94.8 (3.73)          | 86.6 (3.41)          | 91.7 (3.61)          | 111.8 (4.40)         | 122.6 (4.83)         | 105 (4.1)            | 118 (4.6)            | 1,221 (48.1)         |
| 月均日照時數         | 77.7                 | 104.4                | 156.7                | 172.8                | 202.5                | 234                  | 260.1                | 232.5                | 176.3                | 121.4                | 71.2                 | 60.6                 | 1,870.2              |
| 来源：infoclimat.fr  |                      |                      |                      |                      |                      |                      |                      |                      |                      |                      |                      |                      |                      |

## 行政区划
尚贝里是法国奥弗涅-罗讷-阿尔卑斯大区萨瓦省的一个市镇，编号为73065，它也是萨瓦省的省会。尚贝里下辖尚贝里区，管理尚贝里第一县、第二县和第三县，同时也是大尚贝里城市圈公共社区的办公驻地。
尚贝里市镇被划为3个街区，并实行街区自治制度。
法国国家统计与经济研究所（简称）在进行数据统计时，将尚贝里及相邻的另外34个市镇设为尚贝里城市核心区，并将包括核心区在内的周边共85个市镇划为尚贝里城市区。同时，还将尚贝里市镇分为了22个“块区”（IRIS），以便于统计人口分布情况。

## 交通

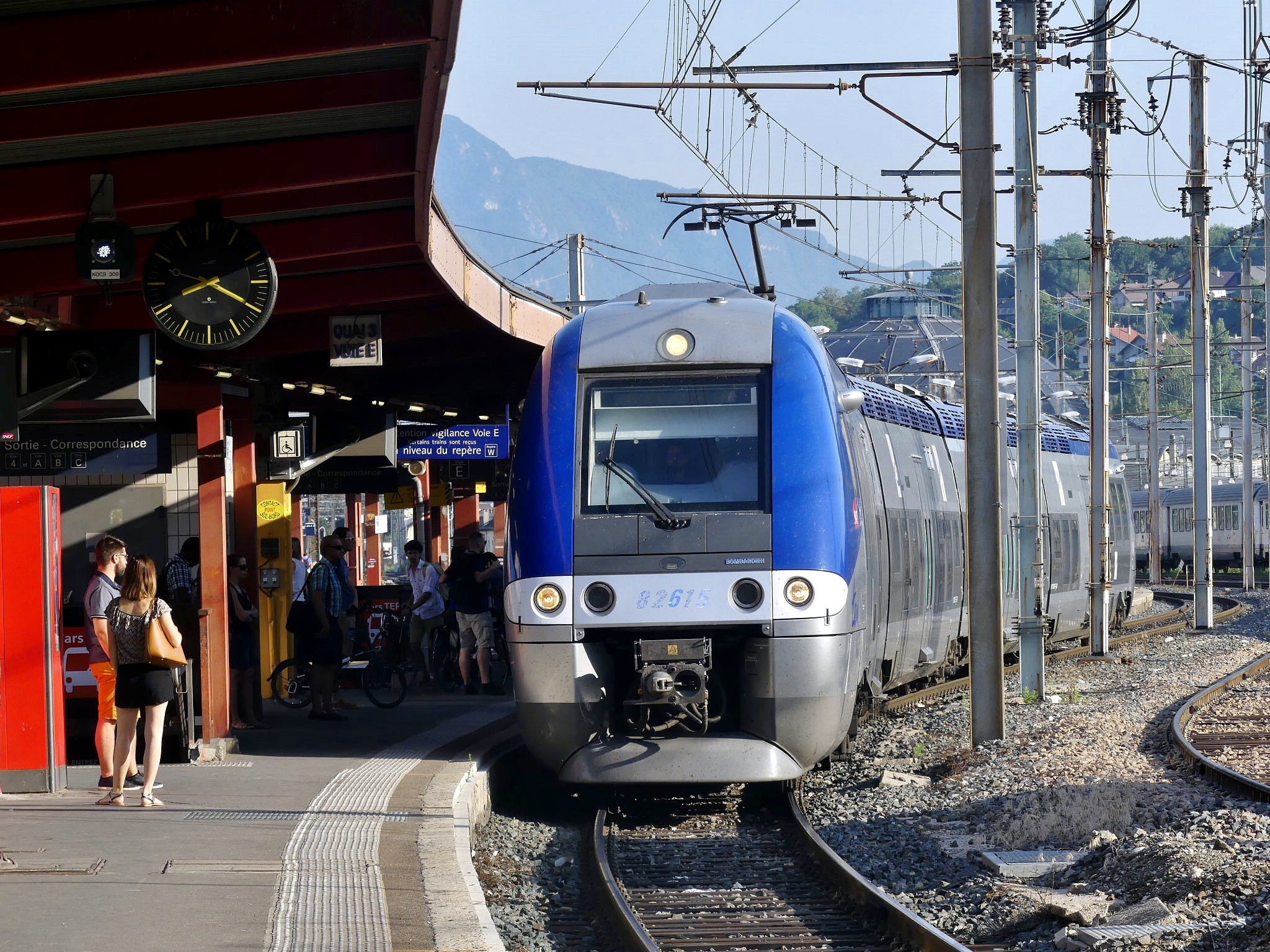
尚贝里-沙勒莱索站停靠的一列区域列车

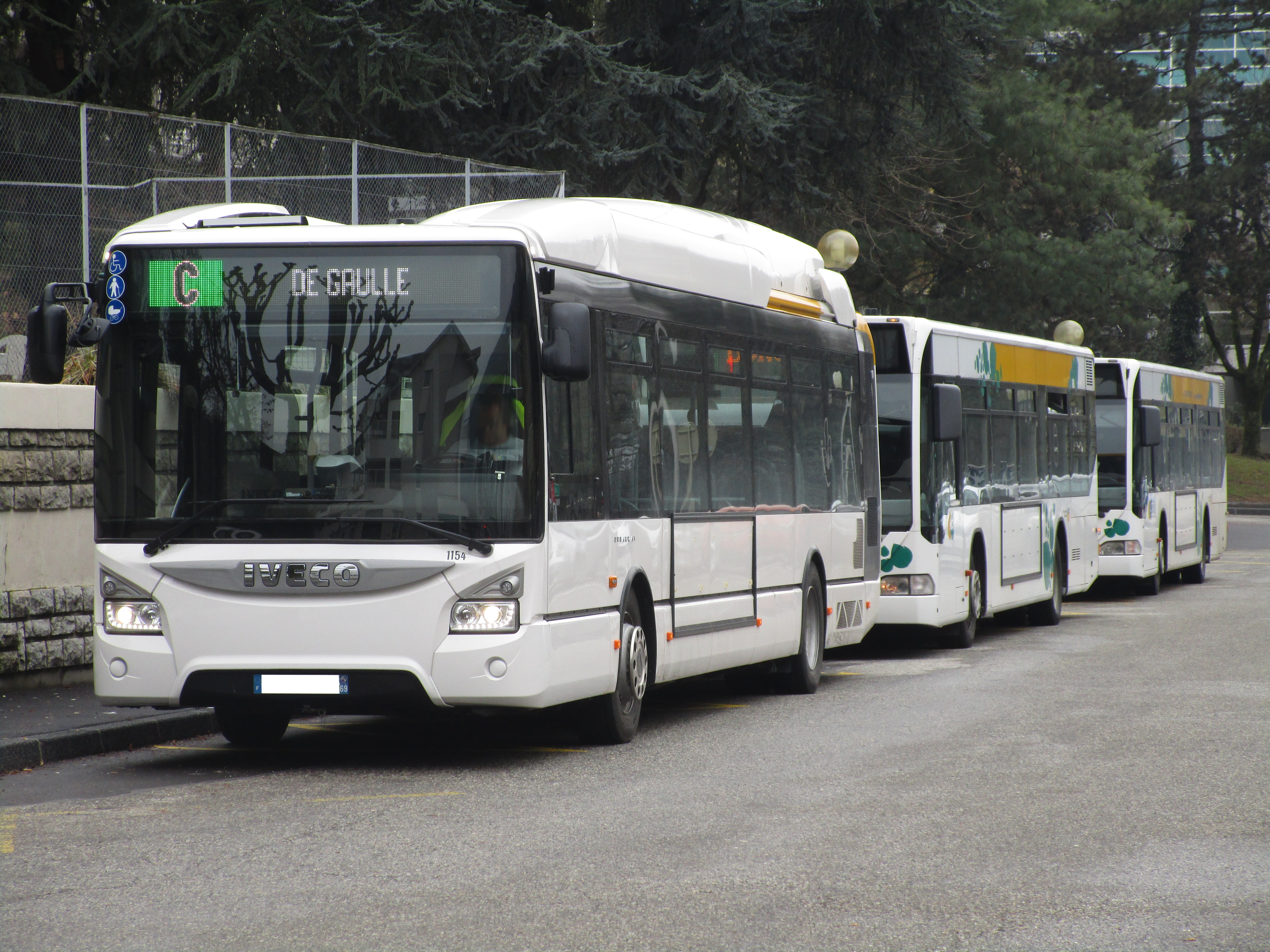
尚贝里公交

### 公路
法国A41和A43两条高速公路在尚贝里市区北部交汇，另有法国国道N201线和多条萨瓦省省道经过尚贝里境内，萨瓦省城际客运下属多条校车线路可前往周边部分市镇。
2016年，66.2%的尚贝里家庭拥有至少一辆的私人汽车。同年，尚贝里境内共发生各类交通事故9起，造成5人遇难，7人受伤。

### 铁路
尚贝里位于屈洛兹－莫达讷铁路和圣安德烈勒加兹－尚贝里铁路的交汇处，是一个区域性的铁路枢纽，也是阿尔卑斯纵贯线上的重要一站。尚贝里-沙勒莱索站位于市区中部，该站每天开行多班可直达巴黎的高速列车，并停靠多个方向的区域列车：
- 里昂 ↔ 尚贝里（仅停靠沿途大站）
- 尚贝里 ↔ 圣莫里斯堡/莫达讷（仅停靠沿途大站）
- 昂贝略 ↔ 尚贝里 （停靠沿途所有车站）
- 圣安德烈勒加兹 ↔ 尚贝里 （停靠沿途所有车站）
- 阿讷西/日内瓦 ↔ 尚贝里 ↔ 瓦朗斯（仅停靠沿途大站）
- 格勒诺布尔 ↔ 尚贝里（停靠沿途所有车站）

### 航空
尚贝里-勃朗峰萨瓦机场位于尚贝里市区北部，该机场开行季节性的航班，可前往伦敦、莫斯科、阿姆斯特丹等地。除此之外距离尚贝里最近的民用航空站分别为里昂圣埃克絮佩里机场和日内瓦国际机场，距离尚贝里市中心车程均在1小时20分钟左右。

### 城市公共交通
尚贝里城市公共交通（商业名称为）是当地的城市公共交通系统，截至2020年5月，该系统共有各类公交线路28条，路网覆盖了城市圈公共社区内的所有市镇。

## 政治

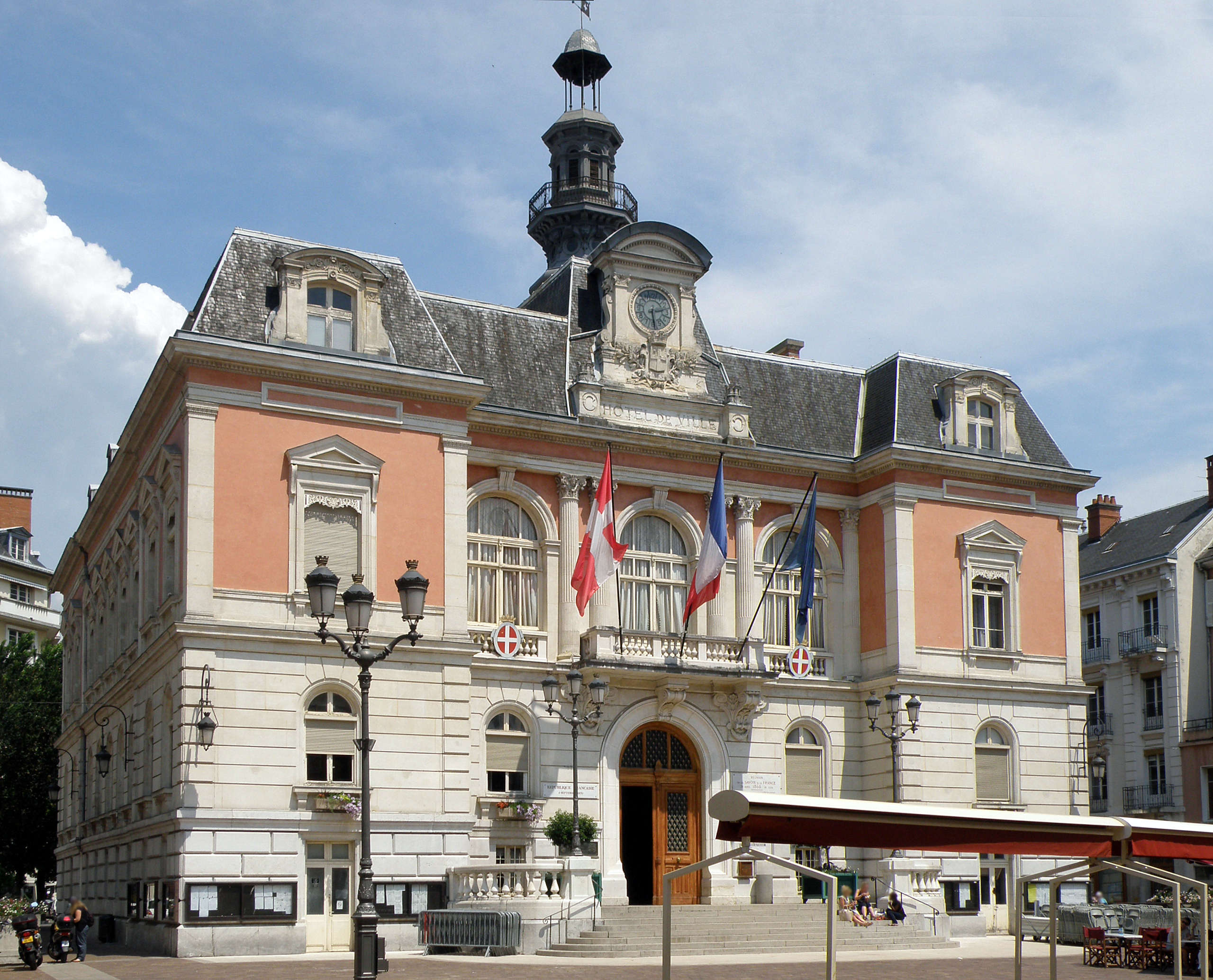
尚贝里市政厅

尚贝里的现任市长为蒂耶里·勒庞坦先生，他是社会党的一名成员，在2020年的市政选举中获得了52.7%的支持率。
在2017年的法国总统大选中，法国第25任总统埃马纽埃尔·马克龙在尚贝里获得了76.29%的支持率。
| 尚贝里历届市长 |                   |                                    |
| 任期           | 市长              | 党派                               |
| 1944年－1945年 | 阿梅代·达耶       | RAD激进党                          |
| 1945年－1947年 | 弗朗索瓦·马尔塞   | SFIO工人国际法国支部               |
| 1947年－1959年 | 保罗·舍瓦利耶     | RAD激进党                          |
| 1959年－1977年 | 皮埃尔·迪马       | UNR新共和国联盟 →UDR共和国保卫联盟 |
| 1977年－1983年 | 弗朗西斯·昂普     | PS社会党                           |
| 1983年－1989年 | 皮埃尔·迪马       | RPR保衛共和聯盟                    |
| 1989年－1997年 | 路易·贝松         | PS社会党                           |
| 1997年－2001年 | 安德烈·吉尔贝塔   | 無黨籍                             |
| 2001年－2007年 | 路易·贝松         | PS社会党                           |
| 2007年－2014年 | 贝尔纳代特·拉克莱 | PS社会党                           |
| 2014年－2020年 | 米歇尔·当坦       | UMP人民运动联盟 →LR共和黨          |
| 2020年－       | 蒂耶里·勒庞坦     | PS社会党                           |

## 人口
2017年，尚贝里市镇人口数量为58,919，在法国排名第95位。其中男性27,923人，女性31,260人，75岁及以上人口占8.3%，外籍人口数量为6,881人，人口密度为2,807人/平方公里，当地居民被称为（男性）或（女性）。2018年，尚贝里境内出生770人，死亡人口543人。
| 年份   | 1936   | 1946   | 1954   | 1962   | 1968   | 1975   | 1982   | 1990   | 1999   | 2006   | 2011   | 2016   | 2017   |
| ------ | ------ | ------ | ------ | ------ | ------ | ------ | ------ | ------ | ------ | ------ | ------ | ------ | ------ |
| 人口數 | 28,073 | 29,975 | 32,139 | 44,246 | 51,066 | 54,415 | 53,427 | 54,120 | 55,786 | 57,543 | 58,437 | 59,183 | 58,919 |

## 经济
尚贝里是阿尔卑斯地区一个重要的工商业城市，萨瓦省工商会总部所在地。财贸、行政、旅游接待和信息工程是当地的主要就业岗位类型。

## 财政收入
2018年，尚贝里的财政收入总额为101,945,000欧元，财政支出总额为92,483,400欧元，当年的债务总额为119,238,000欧元。
2014年，尚贝里的人均收入总额为2,452欧元，其中高职人员为4,105欧元，普通职员为1,845欧元。
2016年，尚贝里境内的青壮年（15至64岁）失业率为15.4%，当地43.2%的家庭拥有纳税资格。

## 社会事务

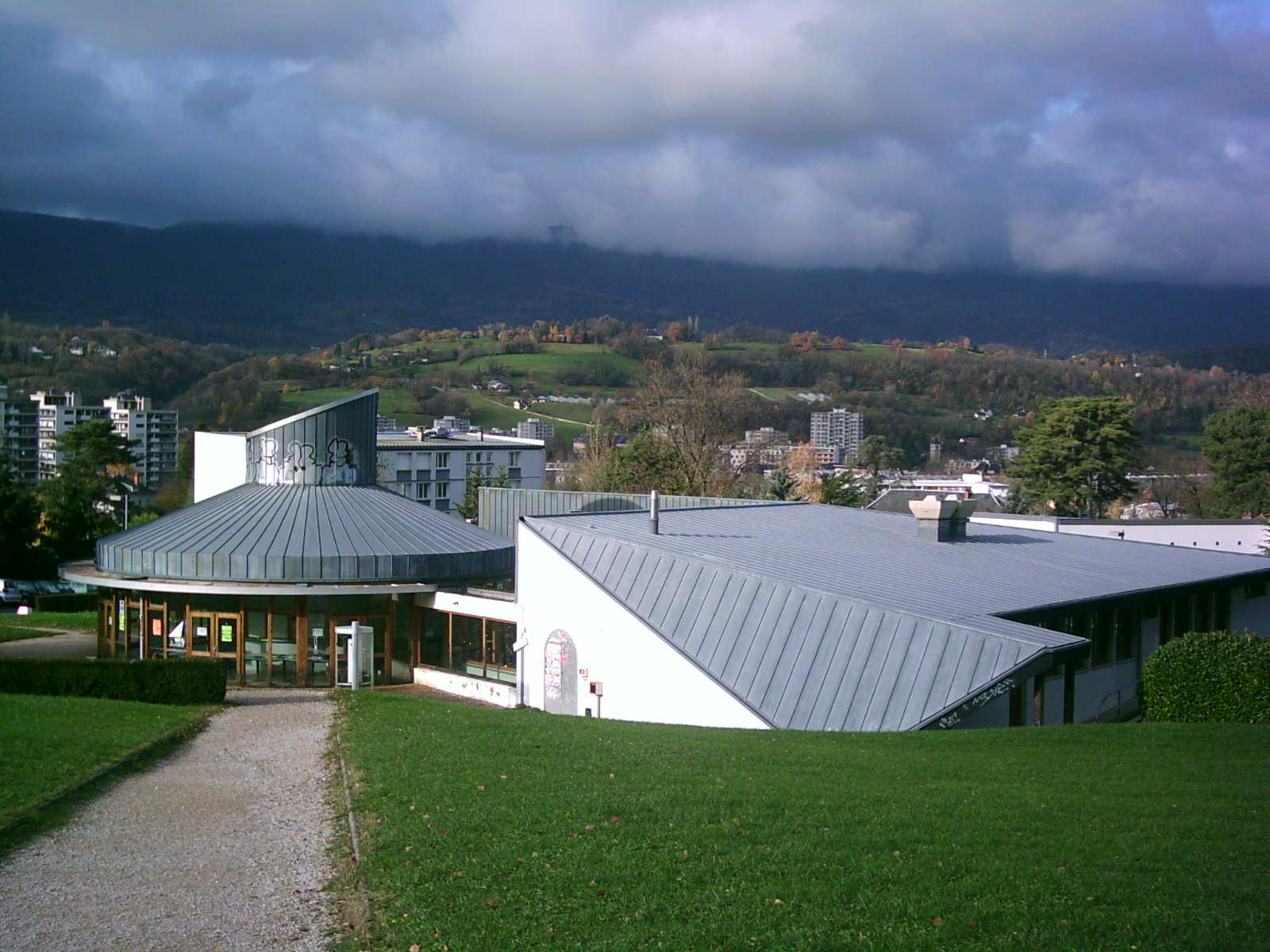
萨瓦大学内的一处建筑

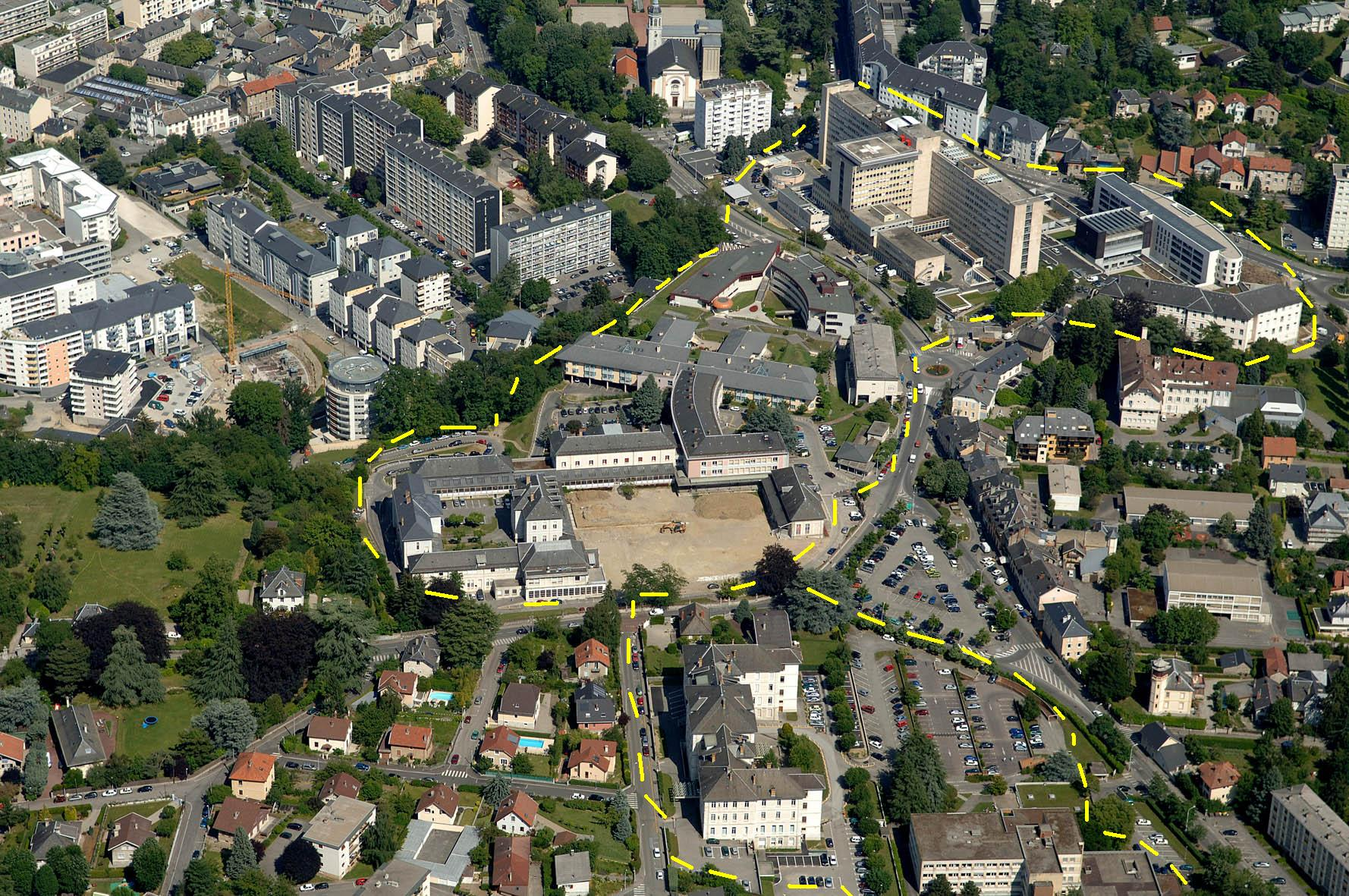
鸟瞰萨瓦都会中心医院

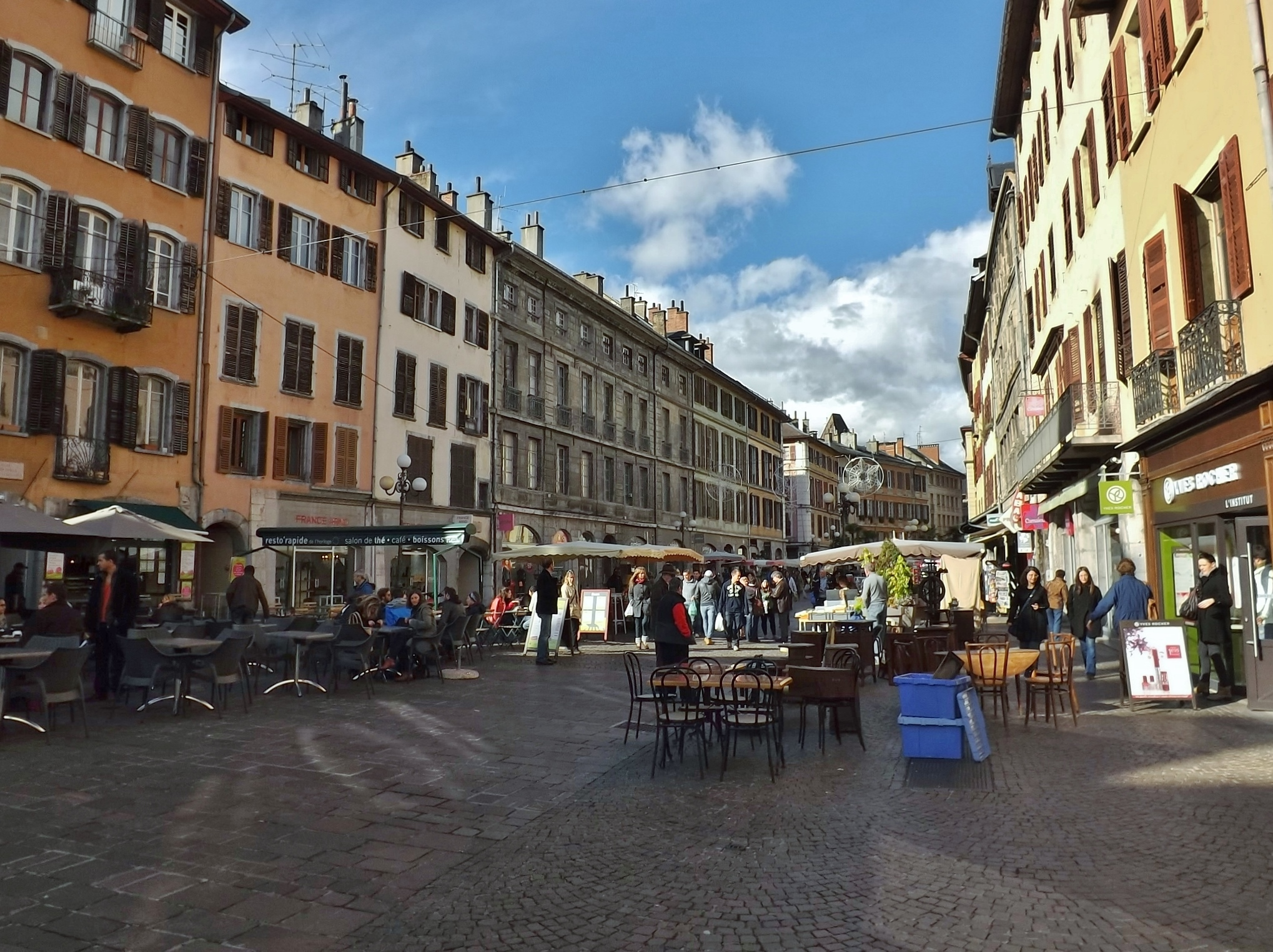
尚贝里市中心的圣莱热广场

### 教育
尚贝里属于格勒诺布尔学区。截止2018年1月1日，尚贝里境内共有17所幼儿园、26所小学、7所初级中学、5所普通高中、1所农业高中和2所职业高中。2018至2019学年度，尚贝里境内共有在校中小学生7,531名。
在高等教育方面，萨瓦大学成立于1979年，全名为“勃朗峰萨瓦大学”（Université Savoie-Mont-Blanc），是法国的一所综合性公立大学，其总部位于尚贝里。

### 医疗
截止2018年1月1日，尚贝里境内共有全科医生97名、保健师75名、牙医58名、护士74名、耳科医生3名、眼科医生14名、皮肤科医生6名、助产士5名、儿科医生7名和妇科医生4名。境内共有药房26家，养老院12家，残疾人帮扶中心6家。
萨瓦都会中心医院是法国的一个区域性公立医疗系统，其总部位于尚贝里市区，是当地规模最大的公立综合性医院。

### 住房
2016年，尚贝里境内共有各类住房31,782套，其中88%为常住房屋。集中式居民区主要分布在市区北部的勒莫拉尔街区和市区南部的拉法沃里特街区。

### 商业
2017年，尚贝里境内共有各类商铺4,279家，其中餐饮服务类1,698家。市区西北部建有大型开放式商业街区。

### 体育
2018年，尚贝里境内共有1家游泳池、14间健身房、4座综合体育场、23处网球场、1处马术场、9处足球或橄榄球场以及12处篮球或排球场。
尚贝里萨瓦足球俱乐部是当地的一支足球队，成立于1925年，2019至2020赛季参加法國全國丙組聯賽（法戊）。

### 环境
尚贝里的环境事务由其所属的公共社区负责。2017年，尚贝里境内共有11家污染企业。

### 治安
2014年，尚贝里及附近地区共发生各类案件5,597起，其中盗窃类案件3,677起，经济类案件431起，毒品交易类案件413起。

## 文化

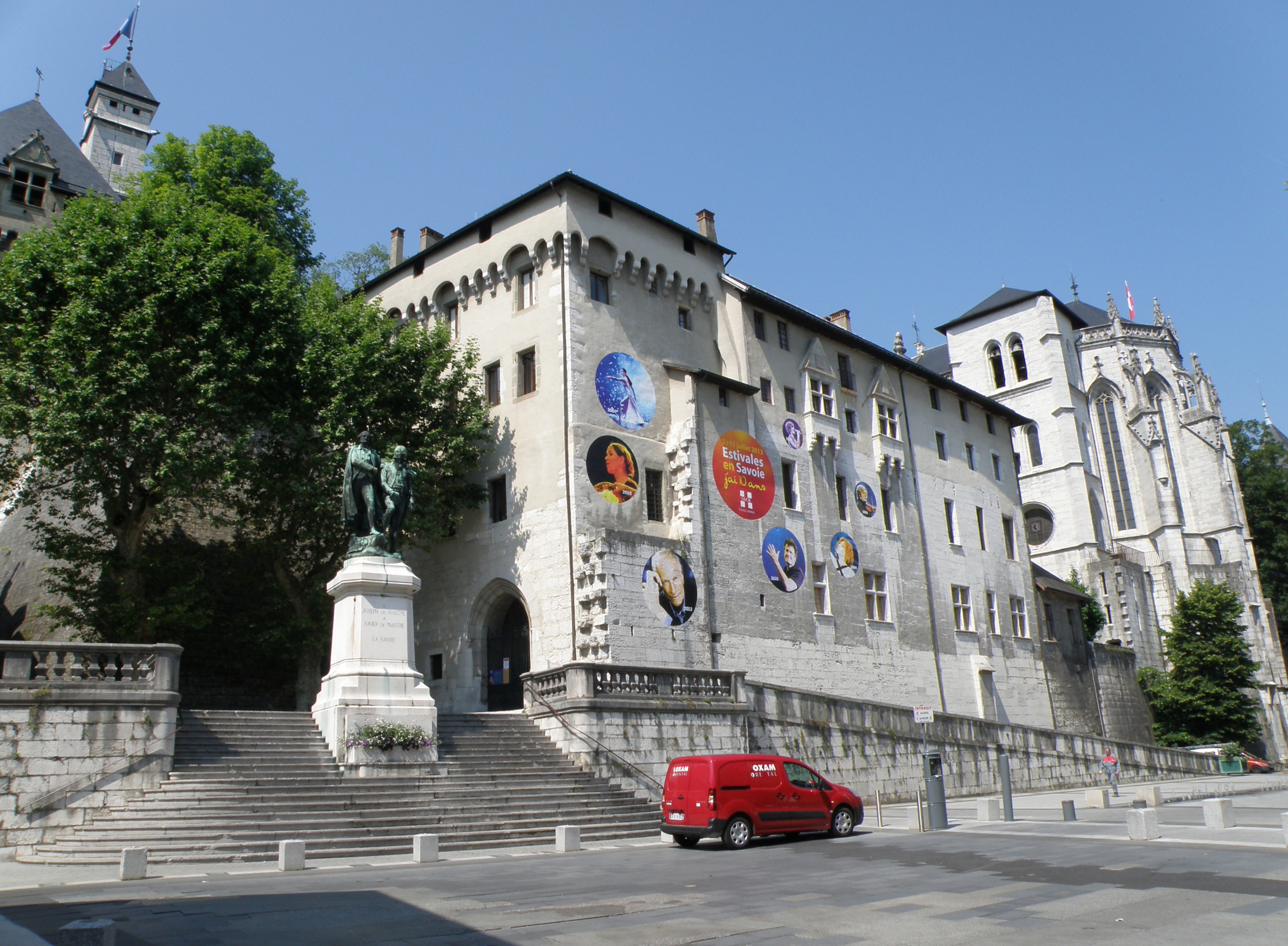
萨瓦公爵城堡

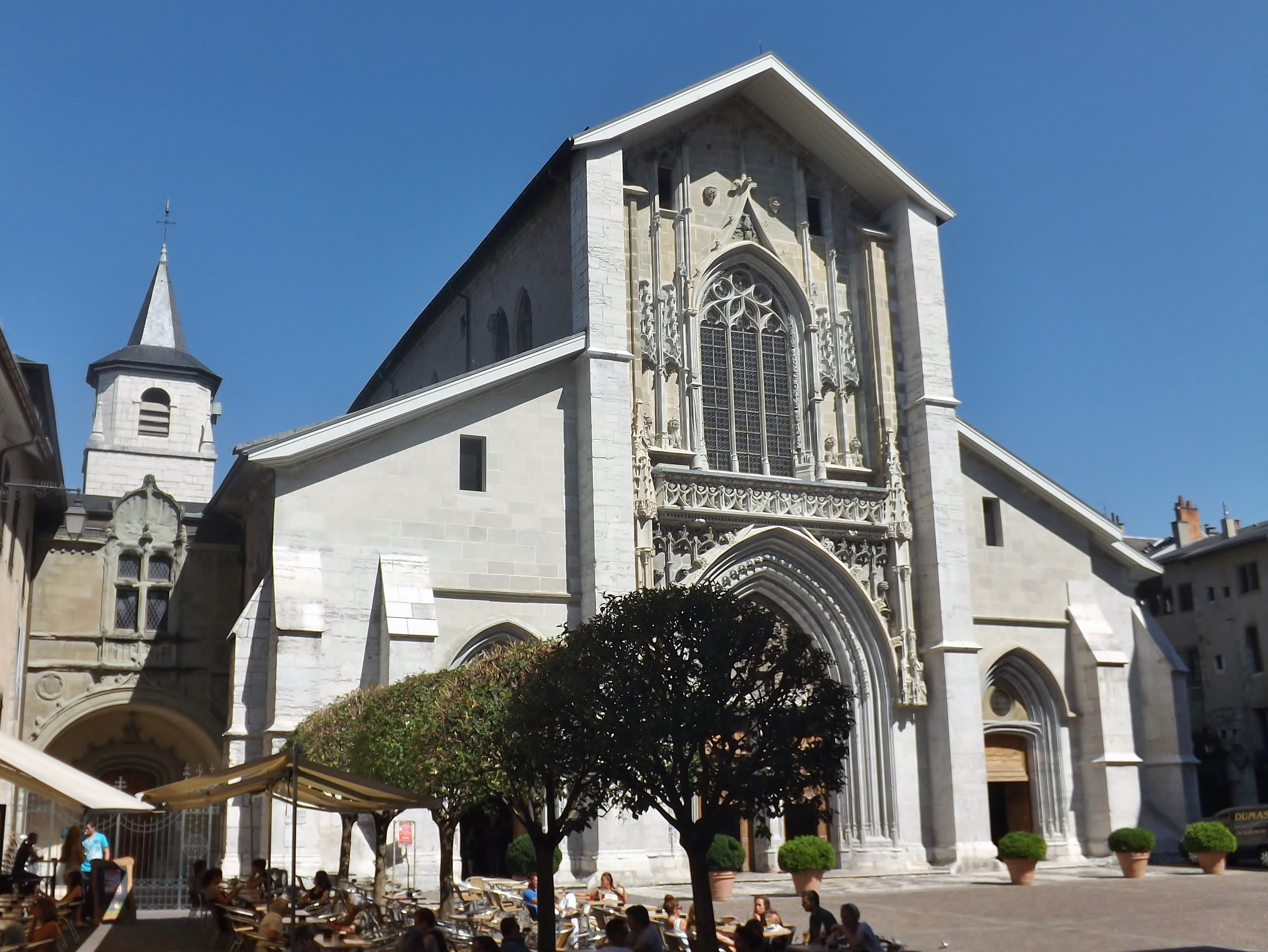
尚贝里主教座堂

2018年，尚贝里境内共有1个剧场、4个电影院、4个博物馆和1个音乐厅。

### 建筑
尚贝里境内有多处法国国家文物保护单位，萨伏依公爵城堡位于老城区南部的一处高地之上，是当地的地标性建筑，现为萨瓦省政府驻地，周边开辟有城市绿地公园。

### 宗教
尚贝里是天主教尚贝里总教区的首府，尚贝里主教座堂（Cathédrale Saint-François-de-Sales de Chambéry）为其主教座堂。

### 旅游
尚贝里设有一处游客接待中心。2020年，尚贝里境内共有19个宾馆共计994间房间。

### 媒体
法国主要的媒体均可在尚贝里接收，法国电视三台下属的奥弗涅-罗讷-阿尔卑斯大区频道在部分时段播出尚贝里所属区域的地方新闻。

## 相关人物
法国大提琴家葛替耶爾·卡普頌和法国国家足球队运动员奥利弗·吉鲁出生于尚贝里。

## 友好城市
截至2020年5月，尚贝里共与6座城市互为友好城市关系：

| - 義大利 都灵 - 德国 阿尔布施塔特 - 魁北克省 沙威尼根 | - 布吉納法索 瓦希古亞 - 魁北克省 布兰维尔 - 中国 张家口 |